# NGC 4301
NGC 4301 (również NGC 4303A, PGC 40087 lub UGC 7439) – galaktyka spiralna z poprzeczką (SBc), znajdująca się w gwiazdozbiorze Panny. Odkrył ją 21 kwietnia 1851 roku Bindon Stoney – asystent Williama Parsonsa. Należy do Gromady w Pannie.